# Federação Internacional de Fisiculturismo
A Federação Internacional de Fisiculturismo (International Federation of Bodybuilding and Fitness - IFBB), com sede em Las Rozas (Madri), é um órgão internacional que controla a musculação e fitness, e que supervisiona muitos dos principais eventos internacionais do esporte, principalmente o Campeonato Mundial e Continental.

## Organização
A IFBB está registrada sob a lei espanhola como uma entidade legal sem fins lucrativos. A IFBB possui uma constituição, regras técnicas, regras antidopagem e conselho executivo eleito democraticamente com mandatos de quatro anos. A IFBB se reúne anualmente em seu Congresso Internacional, realizado em conjunto com o Campeonato Mundial de Fisiculturismo Masculino. A IFBB é membro fundadora da International World Games Association (IWGA) e também membro do Conselho Internacional de Ciência do Esporte e Educação Física (ICSSPE), do Comitê Internacional Pierre de Coubertin e do Conselho Internacional de Educação de Treinadores (ICCE). A IFBB é reconhecida pelo Conselho Olímpico da Ásia (OCA), o Conselho Supremo do Esporte na África, e a Associação das Federações Esportivas Pan-Americanas (ACODEPA). A IFBB também é reconhecida por cerca de 90 Comitês Olímpicos Nacionais. A IFBB participa de vários Jogos Regionais reconhecidos pelo COI, incluindo os Jogos do Sudeste Asiático, os Jogos Asiáticos, os Jogos da América do Sul, os Jogos Asiáticos de Praia, os Jogos Árabes, os Jogos do Pacífico, os Jogos do Pacífico, os Jogos da África e os Jogos Mundiais. A IFBB também participou dos Jogos da América Central.

## Membros
A IFBB afilia mais de 190 federações nacionais, que também podem formar federações continentais/regionais.

## Competições
A IFBB realiza anualmente mais de 2 500 competições nos níveis local, nacional, regional, continental e nos Campeonatos Mundiais. São realizadas competições para as várias disciplinas esportivas reconhecidas pela IFBB, muitas das quais são organizadas com divisões de juniores, seniores e masters. Alguns concursos notáveis da IFBB incluem o Campeonato Mundial de Fisiculturismo Masculino da IFBB, o Campeonato Mundial de Fisiculturismo Masculino Clássico da IFBB, o Campeonato Mundial Men's Physique da IFBB, o Campeonato Mundial de Fitness da IFBB e o Campeonato Mundial de Fitness da IFBB, e o Arnold Classic.